# Германско-турецкие отношения
Германско-турецкие отношения — двусторонние дипломатические отношения между Германией и Турцией. Турция является кандидатом на вступление в Европейский союз, крупнейшей страной по численности населения которого является Германия. На территории Германии проживает большая турецкая диаспора, что делает отношения между странами исторически важными. Германско-турецкие отношения значительно ухудшились после наступления периода внутренней нестабильности в Турции в 2016 году и разворота этой страны к авторитаризму, включая арест журналистов, в том числе Дениза Юджеля из Die Welt.

## История

### Первая мировая война
Предложение Германской империи построить железную дорогу в Багдад встревожили британцев, поскольку они угрожали связям с Британской Индией. В феврале 1914 года эти противоречия были мирно разрешены, однако новый виток кризиса в отношениях между империями стал одной из причин начала Первой мировой войны. 2 августа 1914 года был заключен Тайный договор о союзе между Германией и Османской империей вскоре после начала Первой мировой войны, как часть организации совместных усилий по укреплению и модернизации вооружённых сил Османской империи, а также для обеспечения германским военнослужащим безопасного прохода в соседние британские колонии. В январе 1915 года на базе договора был заключен полноценный военный союз и Османская империя вступила в войну на стороне Германии.
Германский генерал Отто Лиман фон Сандерс командовал 5-я армией Османской империи во время Дарданелльской операции. Германские генералы Эрих фон Фалькенхайн и Отто Лиман фон Сандерс командовали Группой армий «Йылдырым» во время Синайско-Палестинской кампании.

### Вторая мировая война
Во время Второй мировой войны Турция поддерживала дипломатические отношения с нацистской Германией до августа 1944 года. 18 июня 1941 года был подписан Договор о дружбе и ненападении между Германией и Турцией, а в октябре 1941 года было подписано «Соглашение Клодиуса» (названное в честь германского дипломата Карла Августа Клодиуса), благодаря которому Турция экспортировала до 45 000 тонн хромитовой руды в Германию в 1941—1942 годах и 180 000 тонн минералов с 1943 по 1944 год, взамен получая военную технику Третьего рейха.
Третий рейх предоставил Турции 117 железнодорожных локомотивов и 1250 грузовых железнодорожных вагонов для перевозки руды. В попытке предотвратить поставку этого стратегического минерала в Германию, Соединённые Штаты Америки и Британская империя активно скупали турецкий хромит, даже в случае если он им не был нужен. Кроме того, с этой же целью американцы и британцы выкупали турецкие сухофрукты и табак. В августе 1944 года Рабоче-крестьянская Красная армия вошла в Болгарию и тем самым разорвала сухопутные контакты между Турцией и державами «оси». Затем, Турция разорвала дипломатические и торговые отношения со странами «оси», а 23 февраля 1945 года объявила войну Третьему рейху.

## Вступление Турции в Европейский Союз
Федеральный канцлер Германии Ангела Меркель выступает за тесное партнёрство с Турцией, но против полноправного членства этой страны в Европейском союзе. В июле 2009 года премьер-министр Турции Реджеп Тайип Эрдоган заявил, что Турция не принимает предложение привилегированного партнерства, так как хочет полноправное членство в ЕС.
В 2006 году канцлер Ангела Меркель заявила, что у Турции возникают проблемы, когда речь заходит о её стремлении вступить в Европейский союз в связи с отказом открыть свои порты для Республики Кипр. Она добавила, что Турция обязана реализовать действующее Соглашение об ассоциации Турции и Европейского экономического сообщества в части беспрепятственного товарооборота с Кипром. Ангела Меркель считает, что переговоры о вступлении Турции в ЕС не могу продолжаться без уступок со стороны Анкары и открытия турецких портов для кипрских судов. В ответ правительство Турции потребовало от Германии отменить эмбарго в отношении Турецкой Республики Северного Кипра.
20 июня 2013 года в связи с подавлением Анкарой массовых демонстраций на площади Таксим и по всей стране, Германия заблокировала старт новых переговоров о вступлении Турции в ЕС. Согласно данным газеты Financial Times, один турецкий чиновник заявил, что такой шаг может привезти к разрыву политических отношений с Европейским союзом. Министр Турции по делам Европейского союза Эгемен Багыш заявил, что Европейский союз нуждается в Турции больше, чем Анкара в нём. Правительство Германии заявила, что блокировка переговоров стала просто техническим моментом, но Ангела Меркель добавила, что испытывает шок от факта применения Анкарой полицейских сил против мирных демонстрантов.
25 июня 2013 года министры иностранных дел ЕС поддержали предложение Германии отложить дальнейшие переговоры о вступлении Турции в Европейский союз примерно на четыре месяца из-за того, что Анкара силой подавила мирные протесты. Заморозка переговоров для Турции вызвала новые сомнения относительно того, должна ли страна когда-либо быть принята в Европейский союз. До начала волнений в Турции, в начале июня 2013 года канцлер Германии Ангела Меркель заявляла, что без разрешения кипрского конфликта не будет прогресса во вступлении Турции в ЕС.

## Государственные визиты
В 2006 году канцлер Германии Ангела Меркель посетила Турцию для переговоров с премьер-министром Реджепом Тайипом Эрдоганом по двусторонним отношениям и обсуждения вступления Турции в ЕС. В 2008 году премьер-министр Турции Реджеп Тайип Эрдоган осуществил государственный визит в Берлин, где провёл переговоры с канцлером Ангелой Меркель, а также посетил Мюнхен. В ходе визита он предложил правительству Германии создать турецкие средние школы, а также нанимать больше учителей из Турции. В 2011 году премьер-министр Реджеп Тайип Эрдоган совершил очередной государственный визит в Германию. Во время своего выступления в Дюссельдорфе он призвал турецкую общину Германии осуществлять социальная интеграцию в общество, но при этом не ассимилировать. Это выступление было негативно воспринято в политических кругах Германии.
В 2018 году перед государственным визитом президента Турции Реджепа Эрдогана ассоциация «Erdogan Not Welcome» организовала акцию протеста с участием около 80-200 человек в Берлине, Эссене и Билефельде. Для сторонников Реджепа Эрдогана в Турции и в других странах наиболее значимым событием стало открытие новой мечети стоимостью в несколько миллионов евро в городе Кёльне. Мечеть находится в ведении Турецко-исламского союза религиозных дел, исламской организации в Германии, контролируемой правительством Турции. Мечеть расположена в районе Эренфельд, также известном как «Маленький Стамбул». Визит Реджепа Эрдогана в Германию вызвал критику по отношению к федеральному президенту ФРГ Франк-Вальтеру Штайнмайеру, который организовал государственный банкет по случаю приезда своего турецкого коллеги, со стороны Дениза Юджеля, германского журналиста турецкого происхождения, заключенного в тюрьму сроком на 1 год в Турции. Дениз Юджел назвал этот визит предательством всех тех, кто желает свободного, демократического и светского общества в Турции. Германские власти попросили Реджепа Эрдогана во время визита не заниматься публичной агитацией.
Сейран Атеш заявила в эфире телерадиокомпании Deutsche Welle, что Реджеп Эрдоган не признаёт равенства между полами, обвинила в гомофобии и пропаганде исламизма (в том числе через Турецко-исламский союз религиозных дел), а также добавила, что Директорат религиозных дел и Реджеп Эрдоган несовместимы с ценностями Европейского союза и основного закона ФРГ. Сейран Атеш также критиковала Реджепа Эрдогана за то, что он называет своих сторонников «хорошими мусульманами», а оппозиционеров «плохими мусульманами».

## Торговля
Германия и Турция на протяжении длительного времени имеют прочные экономические связи. 
Экспорт Германии в Турцию: машинное оборудование, электротовары и автомобили, запасные части для автомобилей. 
Экспорт Турции в Германию: текстиль, продукция из кожи, продукты питания, транспортные средства, электротовары. 
В турецких компаниях на территории Германии работает около 200 000 человек. В 2012 году годовой оборот этих компаний достиг суммы 45 миллиардов евро.
Ежегодно Турцию  посещает более трех миллионов германских туристов.
В Турции представлены более 4 000 немецких компаний.
Германия является основным партнёром Турции в таких областях, как внешняя торговля, финансовое и техническое сотрудничество, туризм и оборонная промышленность.
В 2022 году Германия стала ведущим импортёром Турции. Из Турции импортировались кожа и кожаные изделия, готовая одежда, машины и оборудование, черные и цветные металлы, системы кондиционирования воздуха. 

## Отношения между турецкими и немецкими политическими партиями

### ДПН и Союз 90 / Зелёные
В мае 2015 года германская зелёная партия Союз 90 / Зелёные призвала граждан Турции, проживающих в Германии, голосовать за Демократическую партию народов (ДПН) Турецкой партии на предстоящих парламентских выборах в Турции в июне 2015 года.

### ПСР и ХДС
16 февраля 2004 года председатель германской оппозиционной партии Христианско-демократический союз (ХДС) Ангела Меркель, встретилась с представителями правящей турецкой Партии справедливости и развития (ПСР). Германский еженедельный журнал Der Spiegel сообщил об «антитурецком характере этой поездки», а спустя несколько часов уже о том, что ХДС хочет сотрудничать с исламской ПСР. 31 июля 2016 года германская воскресная газета Bild am Sonntag сообщила о том, что группа членов ХДС «Союз за разнообразие» предостерегла руководство партии от связей с ПСР.

## Турецкая диаспора
Приблизительно 2,1 млн турок проживает в Германии, где они составляют крупнейшее этническое меньшинство. Подавляющее большинство жителей турецкого происхождения располагается в западной части страны. Так как начиная с XIX века между странами сложились хорошие отношения, Германия поощряла иммиграцию турок в страну. Тем не менее, крупномасштабной иммиграции не происходило до XX века. После окончания Второй мировой войны Германия столкнулась с острой нехваткой рабочей силы и в 1961 году Федеративная Республика Германия (Западная Германия) официально пригласила турецких рабочих в страну в частности для работы на заводах, что также способствовало послевоенному экономическому чуду Германии. Германские власти называли этих людей «гастарбайтеры» (с немецкого языка «гостевые работники»). Большинство турок в Германии имеют корни из Малой Азии. Сегодня турки являются крупнейшим этническим меньшинством и составляют большинство мусульманского населения Германии.

## Волнения в Турции
14 августа 2018 года турецкая полиция арестовала ещё одного гражданина Германии по обвинению в терроризме. Германские власти заявили, что в то время в Турции содержались под стражей девять граждан Германии по «политическим причинам». В октябре 2018 года Германия предупредила своих граждан, посещающих Турцию, с особой осторожностью относиться к публикации новостных сюжетов на своих страницах в социальных сетях так как были случаи арестов из-за критики турецкого правительства. Министерство иностранных дел Германии сделало заявление, что в некоторых случаях достаточно просто поставить лайк на новости в социальной сети, чтобы угодить в Турции в тюрьму, а также непубличные комментарии в социальных сетях могут быть предоставлены турецким властям посредством доноса.

## Шпионаж Турции в Германии
В июле 2015 года германская газета Der Tagesspiegel сообщила, что федеральные прокуроры Германии изучают вероятность того, что Национальная разведывательная организация дала указание троим мужчинам (двум туркам и гражданину Германии) следить за критиками Реджепа Эрдогана в Кёльне, особенно курдами и алевитами.
В 2016 году члены парламентской комиссии по надзору Бундестага потребовали ответа от правительства Германии на сообщения о том, что на немцев турецкого происхождения оказывается давление в Германии со стороны информаторов и сотрудников Национальной разведывательной организации. Согласно сообщениям, Турция имеет 6000 информаторов и офицеров разведки в Германии, которые оказывали давление на жителей с турецкими корнями. Член Бундестага Ханс-Кристиан Штрёбеле сказал, что Национальная разведывательная организация имеет невероятный размах в своей секретной деятельности в Германии. По словам германского эксперта по борьбе со шпионажем Эриха Шмидт-Энбома, даже бывшей тайной полиции Штази из Восточной Германии не удалось организовать столь большую армию агентов в бывшей Западной Германии. Он добавил, что речь идет не только о сборе разведданных, но и об осуществляемых репрессиях. Германские законодатели призвали провести расследование касаемо деятельности разведки Турции в отношении к последователями Фетхуллаха Гюлена, проживающих в Германии. Многие из тех людей, за которыми был установлен факт слежки со стороны спецслужб Турции, были гражданами Германии.
В марте 2017 года Национальная разведывательная организация была обвинена в шпионаже в отношении более 300 человек, 200 ассоциаций и школ, связанных со сторонниками изгнанного из Турции Фетхуллаха Гюлена. Министр внутренних дел Нижней Саксонии Борис Писториус назвал этот факт «недопустимым и неприемлемым», заявив, что «интенсивность и безжалостность», с которыми преследуются политические противники действующей турецкой власти за рубежом, просто удивительна. Представитель службы безопасности Германии сказал, что они в шоке от того факта, как открыто Турция показывает, что шпионит за турками, проживающими там. 30 марта 2017 года министр внутренних дел Германии Томас де Мезьер заявил, что подобная деятельность Турции способна негативно повлиять на германско-турецкие отношения и осуществляется для того, что спровоцировать ответную реакцию. Потрясение общественности Германии было еще сильнее потрясено, когда выяснилось, что в числе 300 человек были политики, а также немецкая журналистка Мишель Мюнтеферинг.
В октябре 2017 года, согласно сообщениям германской прессы, работающие в иммиграционных органах Германии чиновники передавали информацию о турецких беженцах в Турцию. В некоторых случаях сообщалось даже их местонахождение, о чём члены их семей не знали по соображениям безопасности. Эти инциденты показали, что турецкая шпионская сеть могла проникнуть в органы власти Германии. Кроме того, министр внутренних дел Северного Рейн-Вестфалии Герберт Реул представил доклад о том, что германско-турецкая организация «Osmanen Germania» сотрудничает с Национальной разведывательной организацией, но организация категорически отвергла обвинения. В июле 2018 года Германия запретила организацию «Osmanen Germania» по обвинениям в причастности к организованной преступной деятельности и так как представляет угрозу для широкой общественности.

## Поджог служебного автомобиля генконсульства Турции в Штутгарте (июль 2022)
Посол Германии в Анкаре Юрген Шульц приглашен в Министерство иностранных дел Турции после поджога служебного автомобиля генконсульства Турции в Штутгарте. По информации, полученной из МИД, Шульц был приглашен в министерства иностранных дел Турции в связи с поджогом служебного автомобиля Генконсульства в ночь с 18 на 19 июля 2022 г., а также повреждением других транспортных средств, находившихся поблизости. МИЛ Турции довел до сведения посла Шульца факты атак на турецкие представительства в Германии в последние месяцы. 

## Дипломатические миссии Германии в Турции
1. Генеральное консульство Германии в Стамбуле
2. Генеральное консульство Германии в Измире
3. Посольство Германии в Анкаре
4. Консульство Германии в Анталье

## Дипломатические миссии Турции в Германии
1. Посольство Турции в Берлине
2. Генеральное консульство Турции в Кёльне
3. Генеральное консульство Турции в Дюссельдорфе
4. Генеральное консульство Турции в Эссене
5. Генеральное консульство Турции в Франкфурт-на-Майне
6. Генеральное консульство Турции в Гамбурге
7. Генеральное консульство Турции в Ганновере
8. Генеральное консульство Турции в Карлсруэ
9. Генеральное консульство Турции в Майнце
10. Генеральное консульство Турции в Мюнхене
11. Генеральное консульство Турции в Мюнстере
12. Генеральное консульство Турции в Нюрнберге
13. Генеральное консульство Турции в Штутгарте